# Oukaïmeden
Oukaïmeden ou Oukaïmden é uma comuna rural de Marrocos, criada em 1992, localizada na região de Marraquexe-Safim, província de Al Haouz e circulo de Tahannaout. Em 2014 tinha 4.861 habitantes distribuídos por uma área de 105 km². É a principal estação de esqui de Marrocos. Situa-se num alto planalto do Alto Atlas, a cerca de 75 km de Marraquexe. Ocupa uma área de cerca de 300 hectares a uma altitude que oscila entre os 2 500 e 3 200 metros. A neve é geralmente abundante entre novembro e abril, mas por vezes não é suficiente para que as encostas mais íngremes possam ser esquiadas.